# Ectias angusta
Ectias angusta är en kräftdjursart som först beskrevs av Barnard 1920.  Ectias angusta ingår i släktet Ectias och familjen Janiridae. Inga underarter finns listade i Catalogue of Life.